# Ross 248
A Ross 248 (más néven HH Andromedae) egy vörös törpe az Andromeda csillagképben. A Földtől 10,3 fényév (3,2 pc) távolságra található. Elsőként Frank Elmore Ross katalogizálta 1926-ban.
A csillag tömege a naptömeg 12%-a, sugara a Nap sugarának 16%-a. Fényessége azonban a Napénak csupán töredéke, mindössze 0,2%-a. A Ross 248 flercsillag, flerjei rendszeres időközönként megnövelik a fényességét. Nagy valószínűséggel hosszú idejű változócsillag, mert fényességváltozása 4,2 éves periódust mutat. Ez a változás 12,23 és 12,34 közti látszólagos fényesség változást jelent. 1950-ben az első csillag volt, amelyen csekély fényességváltozást figyeltek meg. Akkoriban ezt még a fotoszféra napfoltjaival magyarázták.
A Sproul Obszervatórium hosszútávú megfigyelése során a csillag mozgása nem mutatott kitéréseket, amelyek egy számunkra észlelhetetlen kísérő jelenlétét bizonyították volna. A csillag sajátmozgását is vizsgálták, nagy távolságban (100-1400 CsE) keringő barna törpék, vagy csillagok után kutatva; ám egyet sem találtak. A Hubble űrtávcső tartozéka, a Wide Field and Planetary Camera nem talált kisebb kísérőre utaló jeleket sem. A közel infravörös fénnyel végzett interferometriai vizsgálatok is sikertelenek maradtak. Ennek ellenére egyik vizsgálat sem zárta ki az érzékelési minimum alatti kísérők létezését.
A Ross 248 sebességösszetevői a következők: U = –32,9 ± 0,7, V = –74,3 ± 1,3 és W = 0,0 ± 1,4 km/s. Ezen adatok alapján megállapítható, hogy a csillag közelít a Naprendszerhez. Hozzávetőleg 31 000 év múlva válik a Naphoz legközelebbi csillaggá, és 36 000 év múlva éri majd el maximális közelségét; mely mindössze 0,927 parszek (3,02 fényév) távolságot jelent. Ezután távolodni fog, míg végül 42 000 év múlva a Proxima Centauri ismét a Naphoz legközelebbi csillag lesz.
A Voyager–2 űrszonda útvonala durván a Ross 248 irányába esik, a számítások szerint 40 176 éven belül 1,76 fényévre közelíti majd meg. Egy olyan űrhajónak, amely 25,4 km/s-el hagyja el a Naprendszert, 37 000 év kellene, hogy akkor érje el a Ross 248-at, amikor az a Naphoz legközelebb található. Összehasonlításképpen a Voyager–1 16,6 km/s-s sebességgel halad.

## Fordítás
Ez a szócikk részben vagy egészben  a   Ross 248 című angol Wikipédia-szócikk fordításán alapul.  Az eredeti cikk szerkesztőit annak laptörténete sorolja fel. Ez a jelzés csupán a megfogalmazás eredetét és a szerzői jogokat jelzi, nem szolgál a cikkben szereplő információk forrásmegjelöléseként.